# Luverne, Minnesota
Luverne là một thành phố thuộc quận Rock, tiểu bang Minnesota, Hoa Kỳ. Năm 2010, dân số của thành phố này là 4745 người.

## Dân số
- Dân số năm 2000: 4617 người.
- Dân số năm 2010: 4745 người.